# جيوفاني باكا
جيوفاني باكا (بالإسبانية: Geovany Baca)‏ (مواليد 5 مارس 1971) هو ملاكم هندوراسي، مثّل بلاده في الألعاب الأولمبية الصيفية 1996.

## روابط خارجية
جيوفاني باكا على موقع أوليمبيديا (الإنجليزية)